# Heinrich Carl Kayser
Heinrich Carl Kayser (* 17. September 1815 in Berlin; † 19. April 1879) war ein deutscher Ingenieur. Er war Vorsitzender des Vereins Deutscher Ingenieure (VDI).

## Leben
Heinrich Carl Kayser schloss als Fünfzehnjähriger die königliche Realschule in Berlin mit dem Reifezeugnis ab. Danach studierte er bis Ostern 1834 am Königlichen Gewerbe-Institut in Berlin. Nach erfolgreichem Studienabschluss startete er seine berufliche Laufbahn bei der Maschinenbauanstalt der Seehandlung in Breslau. Auf Reisen nach England, Schottland und Irland informierte er sich über den dortigen Maschinenbau im Allgemeinen und über Zinkwalzwerke im Besonderen. Die auf diesen Reisen gemachten Erfahrungen flossen in den Bau des Zinkwalzwerks in Ohlau ein, das Kayser nach Errichtung fünf Jahre leitete. Im Anschluss leitete er bei Gleiwitz den Bau eines weiteren Zinkwalzwerks, das er danach zwölf Jahre führte. In der Folge war er als selbständiger Ingenieur für den Bau eines Zinkwalzwerks in Lipine zuständig. 1875 zog Kayser nach Berlin, um als Oberingenieur für die F. Wöhlert’sche Maschinenbau-Anstalt und Eisengiesserei tätig zu sein, machte sich aber nach einiger Zeit wieder als Zivilingenieur selbständig.
Kayser trat dem im Mai 1856 gegründeten Verein Deutscher Ingenieure (VDI) im Folgejahr bei. In den Jahren 1859 bis 1861 sowie 1864 und 1865 war er Mitglied des VDI-Vorstands, davon 1865 als Vorsitzender. Kayser war Gründungsmitglied und -vorsitzender des Breslauer VDI-Bezirksvereins und im Jahr seines Todes Vorsitzender des Berliner VDI-Bezirksvereins. 1867 war er im Auftrag des VDI auf der Pariser Weltausstellung tätig. Innerhalb und außerhalb des VDI engagierte sich Kayser insbesondere in der Frage des Patentrechts.
Kayser starb plötzlich und unerwartet an einem Schlaganfall.